# Adra (Siria)
Adra, en árabe: عدرا‎, es una ciudad de la gobernación de la Campiña de Damasco, en Siria. Situada al nordeste de Damasco, Adra es una ciudad industrial, conocida por la mezquita donde se encontraba la tumba de Hujr ibne Adi, compañero del profeta Mahoma y partidario de Alí.

## Historia
Adra es identificada con la ciudad de Hadrach (en hebreo: דְרָךְ)‎ mencionada en la Biblia por Zacarías 9:1. En Adra fueron sepultados varios sahabas, compañeros del profeta Mahoma. Se sabe que en Adra funcionaba un caravasar, cuyas ruinas fueron reportadas en el siglo XIX.
La ciudad se convirtió en un centro económico con una gran zona industrial, que en 2010 contaba con 1.952 fábricas en producción o en construcción.
El 2 de mayo de 2013, la tumba de Hujr ibne Adi profanada por un grupo wahhabista, perteneciente a Yeish al-Islam, que desapareció los restos que allí se encontraban.
Entre el 11 y el 15 de diciembre de 2013 la ciudad fue escenario de la masacre de Adra, ejecutada por el Frente Al-Nusra y Yeish al-Islam, de la cual fueron víctimas ciudadanos cristianos, alawitas, ismaeilitas, chiitas, drusos y partidarios del gobierno de Siria.